# Kościół Świętych Jana Chrzciciela i Marcina w Schwabach
Kościół Świętych Jana Chrzciciela i Marcina – gotycki kościół protestancki, znajdujący się w Schwabach. Główny ołtarz jest przypisywany Witowi Stwoszowi i Michaelowi Wolgemutowi.

## Historia i architektura
Gotycka, trójnawowa pseudobazylika. Kościelna wieża ma wysokość 71,5 metra. W obecnym kształcie budynek powstał w latach 1410-1509.